# 岐阜電気
岐阜電気株式会社（ぎふでんき かぶしきがいしゃ）は、明治末期から大正にかけて存在した日本の電力会社である。岐阜県のうち岐阜・大垣両市を中心とする地域に電気を供給した。
1907年（明治40年）岐阜市に設立。市内で1894年（明治27年）に開業した、県内最初の電力会社である岐阜電灯株式会社（岐阜電燈、ぎふでんとう）の事業を引き継いだ。前身の岐阜電灯が岐阜市内の火力発電所を電源としたのに対し、岐阜電気は揖斐川支流の粕川に新設した水力発電所を主たる電源とした。1921年（大正10年）に愛知県の電力会社名古屋電灯（後の東邦電力）に合併された。

## 概要

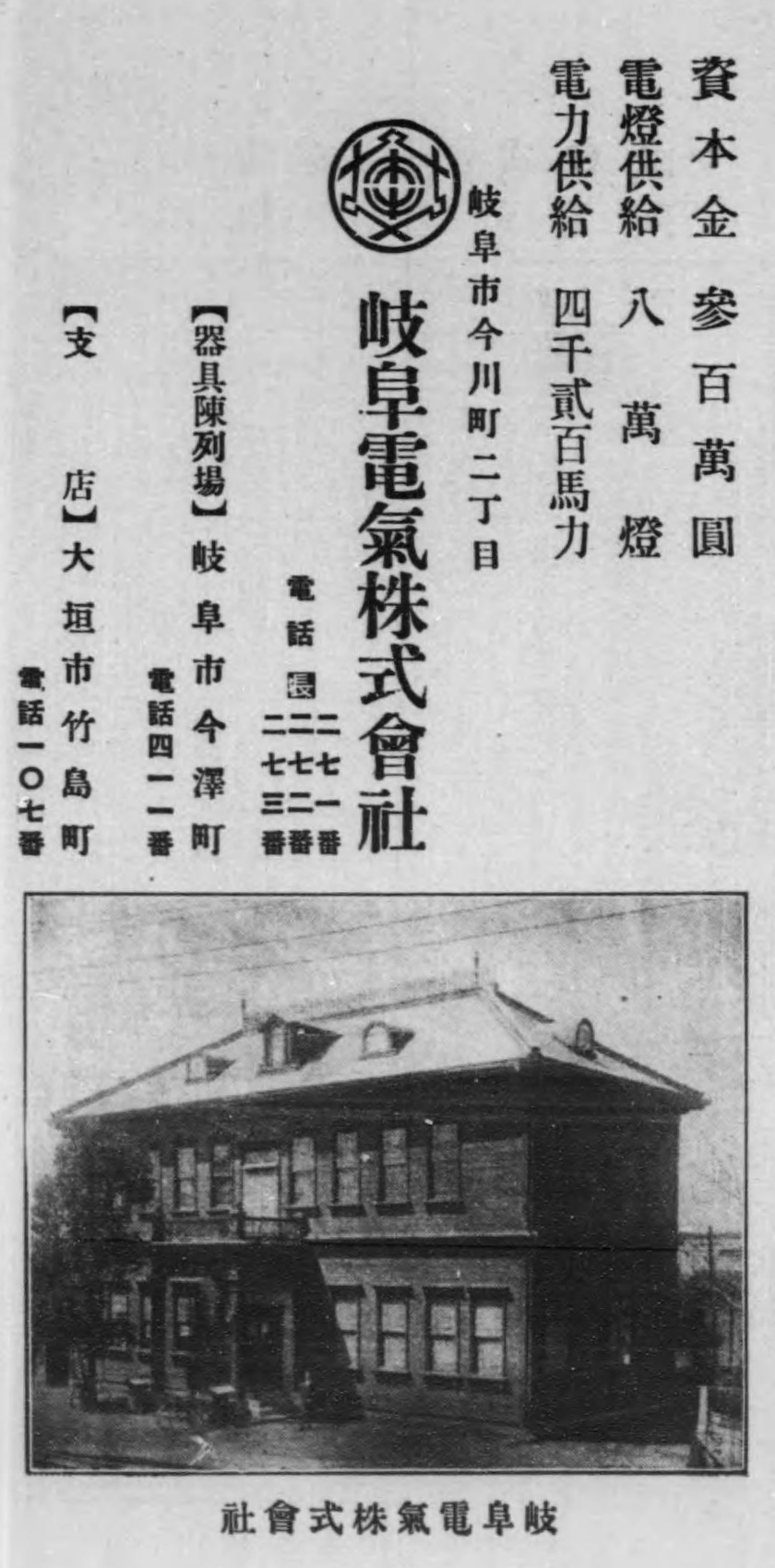
岐阜電気の広告（1919年）

岐阜電気株式会社は、1907年（明治40年）から1921年（大正10年）までの14年間にわたり岐阜県岐阜市に存在した電力会社である。岐阜県のうち岐阜市・大垣市を中心とする岐阜・西濃両地域において電気の供給にあたった。
前身は、1894年（明治27年）2月に設立され同年7月に開業した岐阜電灯株式会社という電力会社である。電気事業勃興期に起業された事業者の一つであり、その開業は愛知県の名古屋電灯（東邦電力の前身）・豊橋電灯（後の豊橋電気）に続く中部地方3例目となった。13年間にわたる岐阜電灯時代の事業規模は岐阜電気時代に比べると非常に小さく、供給は岐阜市内にほぼ限られ、電源も小規模な直流送電の火力発電所であった。この事業を水力発電に転換すべく設立された会社が岐阜電気であり、1907年に岐阜電灯から営業権と財産全部を買収して開業した。岐阜電灯・岐阜電気の主宰者は鋳物製造業を家業とする岐阜の旧家・岡本家であり、代替わりを挟みつつ当主の岡本太右衛門（6代・7代）が岐阜電灯時代の途中から一貫して社長を務めている。
岐阜電気は設立翌年の1908年（明治41年）に揖斐川支流の粕川に水力発電所を完成させ電源の転換を果たした。以降も岐阜電気は粕川にて発電所建設を続け1910年代に2か所の発電所を増設している。大垣への供給開始は水力発電所完成後の1909年（明治42年）で、同年からは従来の電灯供給に加えて動力用電力の供給も開始した。西濃方面への進出にあたり、大垣への供給を目的に起業された後発の揖斐川電力（現・イビデン）との間に対立を生じたが、岐阜電気が揖斐川電力から電力を購入する、大垣周辺における大口電力供給は揖斐川電力に譲るといった事業領域の棲み分けを1915年（大正4年）に協定した。一方の岐阜方面では、岐阜市との間に報償契約を結んで市内供給の独占権を得ていたが、そのことが市民から批判を招いて1914年（大正3年）の電灯料金改定を機に不買運動・騒擾事件が発生した。
大戦景気期には周囲の電力会社と同様に供給成績を大きく伸ばしたが、供給力不足を来して岐阜県内に大型水力発電所を構えた名古屋電灯からの受電にて補ったため、同社に対する依存度が高まった。1920年代に入り名古屋電灯が周辺事業者の合併路線を進み始めると、合併第一号の一宮電気（愛知県一宮市）に続いて岐阜電気も合併されることとなり、1920年（大正9年）9月に合併契約が締結される。そして翌1921年1月に合併が完了し、岐阜電気は解散した。合併後の岐阜市には名古屋電灯の支店が開設され、同社の後身である東邦電力でも引き続き岐阜支店を構えた。
岐阜電気が経営した供給区域は、いずれも第二次世界大戦後の電気事業再編成にて発足した中部電力（2020年以降は中部電力パワーグリッド）の供給区域に含まれる。発電所もそれまでに廃止されたものを除き同社に継承されている。

## 沿革

### 岐阜電灯の設立と開業
1889年（明治22年）12月、日本国内で5番目、中部地方に限ると初めてとなる電気事業（電灯供給事業）が愛知県名古屋市に開業した。事業者名は名古屋電灯という。その5年後の1894年（明治27年）3月、岐阜県北部の神岡鉱山に発電設備が設けられ、工場照明が石油ランプから電灯に切り替えられた。これが岐阜県で初めてとなる電灯の実用化であるが、いわゆる自家発電に属するものであり、供給事業とは異なる。その供給事業を岐阜県で最初に開業した会社が、岐阜電気の前身にあたる岐阜電灯であった。
岐阜電灯株式会社設立手続きの第一段階として、1893年（明治26年）8月4日、発起人により会社設立発起認可願が農商務大臣あてに提出された。発起人は岡本太右衛門・箕浦宗吉・桑原善吉・矢野嘉右衛門・加藤与三郎・野口代治・梅田信明・永井靖九郎の岐阜市内在住者計8名で、梅田のみ士族、その他7名は商人（平民）。当時の商法では農商務省から発起認可を得たのち株主を募集して創業総会を開き、続いて農商務省から今度は設立免許を取得、最後に株式の払込みを済ませて設立登記を完了する、という手続きが定められていたが、岐阜電灯におけるこれらの手続き執行日は不明。ただし当時の役員録には1894年（明治27年）2月28日付で設立とある。岐阜市においては、広く個人資金を集めて事業を経営するという本格的な株式会社の起業は、銀行などの金融機関を除けば岐阜電灯がその第一号であった。
設立段階における岐阜電灯の資本金は4万5000円。初代社長には発起人の中から梅田信明（元岐阜県財務課長）が選ばれ、岡本太右衛門（6代。太右衛門家は鋳物業を営む旧家）・矢野嘉右衛門（香具商）・加藤与三郎（十六銀行取締役）と丹羽正道が取締役を務めた。発起人以外から唯一取締役に加わっている丹羽は先に開業した名古屋電灯の主任技師である。地元銀行である十六銀行からは、加藤のほか頭取の渡辺甚吉や取締役兼支配人の箕浦宗吉らも大株主に名を連ねる。その一方で、地域対立を反映して上加納の豪商篠田祐八郎ら市南部の有力商人は岐阜電灯設立に参加しなかった。
会社の報告書によると、会社設立半年後の1894年7月14日までに諸工事が終了、15日に発電所・電灯線施設の工事落成届を県に提出し、19日検査完了につき試運転を開始。そして第1回株主総会が開かれた7月28日に、需要家や株主・役人などを招待し開業式を挙行した。名古屋電灯と同年4月開業の豊橋電灯（後の豊橋電気）に続いて中部地方で3番目に開業した電気事業者となった。電源は火力発電所であり、市内の今川町に所在。当初の発電機は出力25キロワット (kW) のエジソン式直流発電機2台で、蒸気機関1台で発電機2台をまとめて駆動する形態であった。蒸気機関・発電機はいずれも三吉電機工場製。ボイラーは三吉製または岡谷鉄工所製で計3台設置された。新聞報道によると、電灯が非常に珍しいものであったために発電所には見物人が押し寄せ、付近には屋台が並んだという。
1894年末時点での供給成績は需要家数は241戸・電灯598灯であった。需要の増加は堅調で、翌1895年（明治28年）には1000灯へ増加、1903年（明治36年）には2000灯を越えた。この間の1901年（明治34年）に発電所の拡張を実施し、芝浦製作所製の蒸気機関1台と出力30 kWの直流発電機2台を増設した。逓信省の資料によると、岐阜電気譲渡直後にあたる1907年（明治40年）末時点では、発電機数は5台、総出力は130 kWになっている。また経営陣にも動きがあり、梅田信明に代わって最初の発起者である岡本太右衛門が自ら社長となった。役員録では1897年版（同年初頭時点）から岡本が社長（梅田は取締役）を務めるのが確認できる。

### 岐阜電気への改組

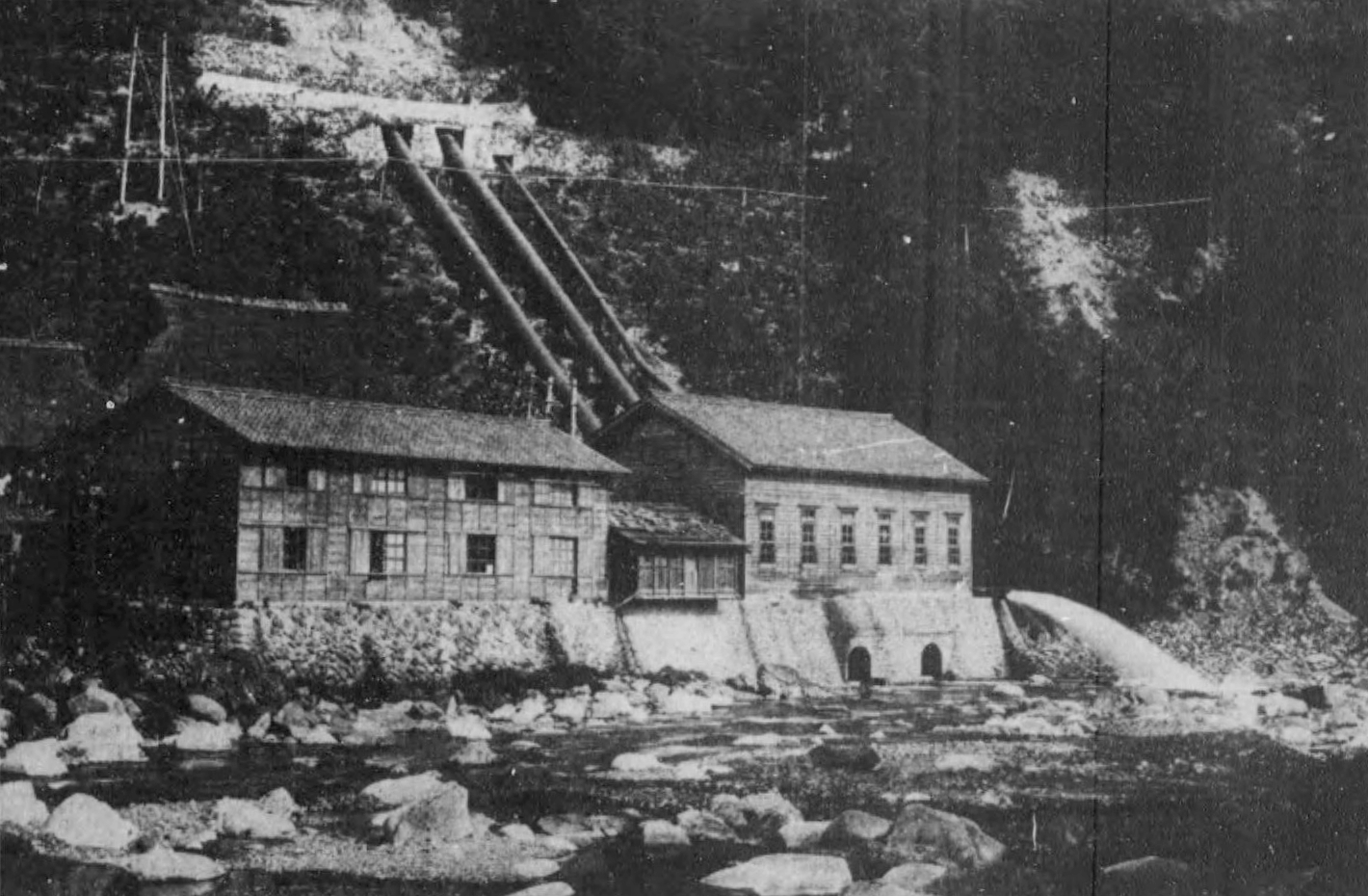
小宮神発電所（1916年頃）

開業以来の順調な需要拡大の結果、岐阜電灯は発電機5台・総出力130 kWという小規模火力発電所だけでは供給力の限界に達した。そこで水力発電への電源転換を試み、周辺の河川を調査した結果長良川に水利権を出願した。1906年（明治39年）のことで、出願は「岐阜電気」の名義であった。その一方、岐阜地方への電力供給の目的をもって、田中功平・近藤重三郎・大岡正らも揖斐川支流粕川の水利権を出願した。この3名は愛知県岡崎市の電力会社岡崎電灯（1897年開業）の創業者で、岡崎電灯での成功を機に近隣の三河電力や岐阜県中津川の中津電気など周辺地域の電気事業に参画しつつあった。
事業目的を同じくする出願が重なったことで県当局による審査が長期化すると予想されたため、話し合いの末に岐阜電気発起人側が岡崎側の発起人に粕川水利使用権として7000円を支払った上で粕川水利権を合同出願するという形に落ち着いた。1907年1月に粕川水利権の許可があり、1月25日付で新会社・岐阜電気株式会社が岐阜市に設立された。資本金は30万円。岐阜から岡本太右衛門・桑原善吉・箕浦宗吉の3名、名古屋から大岡正・山田鉄治郎（機械製造業）の2名が取締役に入った。岐阜電気では岐阜電灯の営業権および財産全部を払込資本金額3万7500円の2倍にあたる7万5000円で買収すると決定。2月6日付にて逓信省から事業譲受認可を得た。一方の岐阜電灯側は翌3月25日付で解散している。
新会社岐阜電気設立直後の1907年3月11日、岡本太右衛門が死去した。太右衛門家は長男の茂が相続して襲名（7代岡本太右衛門）、家業を継いだほか、岐阜電気の後任社長にも就任した。以後、名古屋電灯との合併まで7代目岡本太右衛門が社長を務めることになる。
翌1908年（明治41年）12月、粕川最初の発電所として揖斐郡春日村（現・揖斐川町）に小宮神発電所が竣工した。新発電所の出力は300 kWで、15日より使用を開始し、反対に22日付で旧発電所を廃止している。水力発電転換に伴って供給成績は大幅に伸長しており、転換前の6月末時点では岐阜市内を中心とする605戸に電灯2775灯（市外の供給は稲葉郡加納町の1戸156灯）を取り付けていたが、これが水力発電転換後の12月末時点には需要家数2224戸・取付灯数6284灯となった。

### 供給の拡大

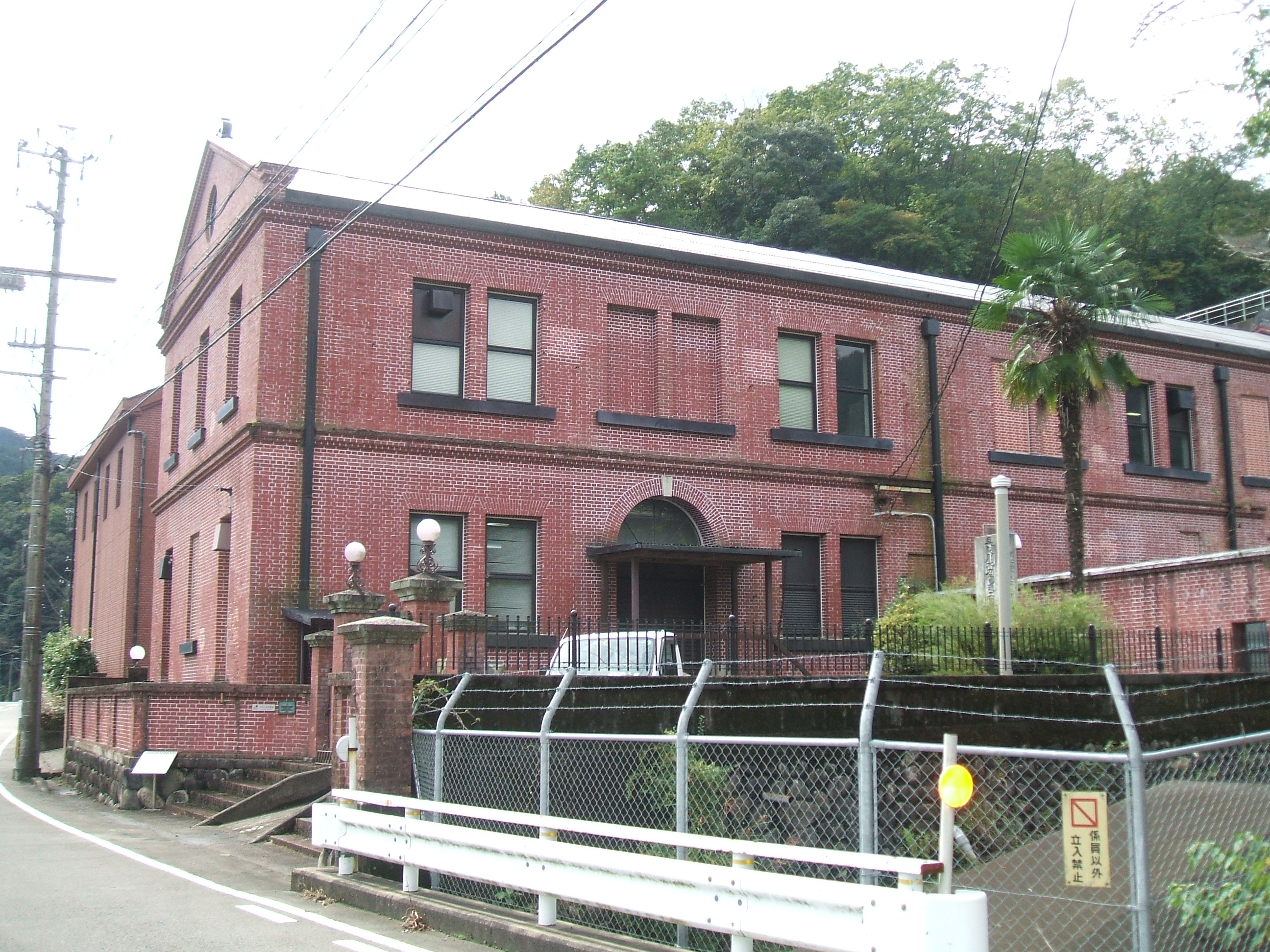
名古屋電灯が建設した長良川発電所旧建屋

粕川開発とともに岐阜電気では西濃地方への進出を図り、1909年（明治42年）3月5日付で安八郡大垣町（1918年より大垣市）に支店を開設、同年6月より大垣町への供給を開始した。また同年内に今川町の火力発電所を復活させ（出力は当初40 kW、9月以降100 kW）、12月には小宮神発電所の発電機を増設してその発電力を350 kWとした。合計450 kWの供給力に対し、12月末時点での供給区域は岐阜市・稲葉郡加納町・同郡北長森村・安八郡大垣町の4市町村、取付灯数は1万1960灯であった。また下期中に動力用電力供給も開始されており、12月末時点で電動機31台81 kWを岐阜市内に取り付けていた。動力の用途は精米・製材を中心とする。
大垣への供給開始後も岐阜電気の供給区域は拡大の一途をたどった。岐阜周辺では1910年（明治43年）より羽島郡笠松町と同郡竹ヶ鼻町（現・羽島市）への供給を開始。その後も1912年（明治45年）より本巣郡北方町、翌1913年（大正2年）より山県郡高富町（現・山県市）への供給も始めた。西濃方面では1911年（明治44年）より不破郡赤坂町（現・大垣市）および養老郡高田町（現・養老町）、1912年（大正元年）より揖斐郡揖斐町（現・揖斐川町）・安八郡神戸町・不破郡垂井町にてそれぞれ供給を開始している。
こうした供給区域拡大に並行し、電源増強策も矢継ぎ早に実行された。まず需要増加の応急対策として1910年6月火力発電所に60 kW発電機が増設される。続いて粕川で第二水力発電所（河合発電所）の建設に取り掛かるが、需要急増でその完成を待つ余裕がないため出力300 kWの第二火力発電所を1910年12月に完成させた。河合発電所の竣工は1913年5月のことであるが、その間の1911年10月上旬ついに供給力の限界に到達したため、名古屋電灯長良川発電所（武儀郡洲原村＝現・美濃市所在）から600 kWの受電を決定した。受電設備の完成に伴い受電は翌1912年3月中旬より開始。同年9月にはさらに600 kWの追加購入も契約している。
逓信省の資料によると、河合発電所完成後の1914年（大正3年）時点における岐阜電気の供給力は計2,650 kWであり、小宮神発電所350 kW・河合発電所800 kW・今川町火力発電所300 kWと名古屋電灯からの受電1,200 kWからなる。同年11月末時点での供給区域は岐阜市ほか38町村に及んでおり、供給成績は取付電灯数3万9930灯・電力供給1,239 kW（他の電気事業者に対する電力供給を含む）であった。逓信省の資料によれば岐阜電気から受電する電気事業者は電気鉄道を運転する美濃電気軌道（1911年2月開業）・長良軽便鉄道（1913年12月開業）・岐北軽便鉄道（1914年3月開業）である。
なお岐阜電気では設立から1910年代前半までの間に2度の増資が実施されている。1度目は20万円の増資で1909年3月に決議。2度目の増資は1911年5月に決議され、資本金は100万円増の150万円となった。

### 騒擾事件

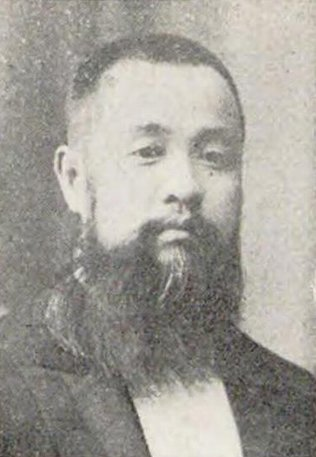
岐阜電気と対立した市会議長山田永俊

岐阜電気は事業を拡大する過程で、1909年に岐阜市との間で報償契約を締結していた。その大要は、岐阜電気が市に対して毎年800円を報償金として納付するかわりに、市は岐阜電気の市内における独占的供給権を認める、というものである。独占権は実際に行使されており、佐見川の開発を目指す佐見川水力電気が岐阜市内に建設中の上毛モスリン（1915年竣工）への電力供給を目論むと、岐阜電気は報償契約に基づいて自社に独占的供給権があるとして佐見川水力電気の進出に対して強硬に反対し、計画断念に追い込んだ。しかしこうした岐阜電気の経営姿勢は、大株主である渡辺甚吉が岐阜商業会議所会頭を退いた1914年初頭ごろから世論の批判対象になっていった。
1914年1月29日、岐阜市会に一部の議員によって報償契約改訂についての建議案が提出された。電灯料金の引き下げや報償契約期間の短縮を求めるもので、2月2日に可決されると賛成派議員によって「報償契約改定同盟」が組織された。こうした市会の動きを機に岐阜電気は2月に電灯料金の値下げを発表した。改定後の料金は10燭灯で5銭減の月額67銭、16燭灯では15銭減の月額85銭とされ、同時に、従来の炭素線電球（発光部分に炭素線を用いる白熱電球）を廃してタングステン電球（発光部分にタングステン線を用いる白熱電球）を支給することとなった。このタングステン電球は消費電力が炭素線電球に比して3分の1と小さいことから、以前から需要家負担でタングステン電球を取り付ける場合に限り10燭灯の料金で20燭灯の利用を許可していた。これを倍燭制という。この倍燭制を料金改定と同時に廃止することとなったが、この措置はすでにタングステン電球を用いる需要家からすれば実質的な値上げになるとして、需要の過半を占める5燭灯の料金を月額47銭のまま据え置いたこととあわせて激しい批判を惹起した。
料金をめぐる紛争の発生をうけて、新聞記者団が会社と山田永俊市会議長ら「市民派」の間に立って仲裁を試みたが、意見の一致をみず5月に交渉は決裂し、「市民派」の運動はさらに過激なものとなっていく。まず5月27日、町総代会で市民大会の開催が決定され、6月7日に2000人が参加する市民大会が開催された。大会では山田永俊市会議長や前衆議院議員松野祐次郎、岐阜日日新聞社長匹田鋭吉らが演説し、料金値下げ反対の者を一切の公職に選挙しないという内容を議決して閉会した。その後値下げ運動は不買運動（廃灯運動）へと発展、6月末には市内の町のうち3分の2が消灯するという事態となった。商店では客が寄り付かないということで電灯を消灯し、社長の岡本太右衛門が関係する十六銀行でさえも消灯したという。
こうした状況下の7月2日、萬朝報の主筆茅原華山を招き7回目の演説会が開催された。午後9時40分ごろに演説会が終わると、参加者は暴徒化し街灯や渡辺甚吉邸の軒灯などを破壊し始めた。さらに電灯をつけていた旅館や会社側とみられていた濃飛日報社へと投石し、岡本太右衛門邸や岐阜電気本社へと押し寄せた。翌3日には加納町へ騒動が波及し、市内にいた群衆とともに再び岐阜電気本社を取り囲んで塀や建物の窓・障子を破壊した。4日にも暴動が起き変電所の放火未遂事件が発生した。
このような騒擾事件発生を機に島田剛太郎岐阜県知事が調停に乗り出した。また事件を最後に値下げ運動は終息に向かい、消灯運動も下火になった。9月28日、知事は電灯料金を値下げすること（新料金は5燭灯月額45銭・10燭灯62銭・16燭灯80銭など）、将来的な電気事業の公営化に応ずること、利益金から配当金その他を差し引いても残金が生ずる場合はそれを次年度の料金軽減に充当すること、という内容の調停案を提示し、事態を決着させた。

### ガス会社への関与

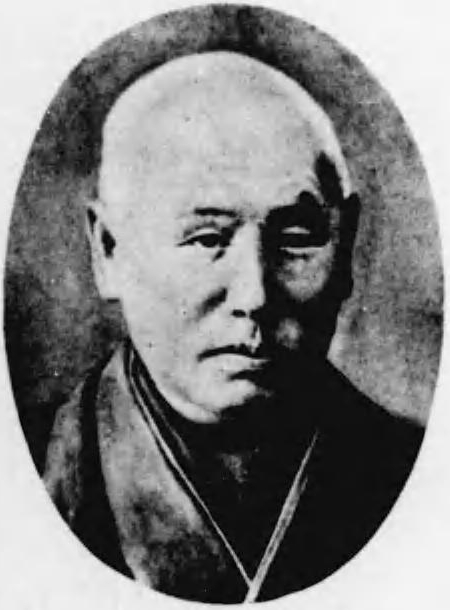
岐阜瓦斯初代社長奥田正香

岡本太右衛門ら岐阜電気経営陣は、電気事業のほかにも岐阜市・大垣町の双方における都市ガス事業にも関係した。
先に会社設立に至ったのは岐阜市の岐阜瓦斯（初代）で、1910年9月13日に資本金60万円で発足した。岐阜市におけるガス事業は、発起の段階では岐阜電気の岡本・箕浦宗吉らのグループと名古屋の奥田正香（名古屋瓦斯社長）らのグループによる競願となっていたが、県や市の調停によって出願の一本化がなされた。社長は奥田正香、常務は岐阜の三浦源助が務め、岡本も監査役に名を連ねる。岐阜瓦斯は半年後の1911年4月に開業し、1915年（大正4年）11月末時点では需要家数2884戸にガス灯用孔口9107個・熱用孔口3407個を取り付けていた。
一方の大垣町では、1912年1月13日、大垣瓦斯（現・大垣ガス）が資本金20万円で設立された。地元の戸田鋭之助のほか岐阜電気から岡本太右衛門や箕浦宗太郎・桑原善吉が発起人に加わっており、初代社長は箕浦宗太郎が務める。さらに岐阜電気自体が大垣瓦斯の筆頭株主であった。大垣瓦斯は同年5月に仮営業を開始し、7月正式に開業した。1915年11月末時点では需要家数854戸・灯用孔口数2243個・熱用孔口数693個を数える。
岐阜瓦斯・大垣瓦斯両社の供給成績に見えるように、当時の都市ガス用途はガス燃焼による照明、すなわちガス灯であった。両社が起業された明治末期の段階では、ガス灯は電灯に対し競争力を十分持った照明であった。当時普及していた炭素線電球は消費電力が大きく、ガス灯と比較すると同じ明るさをともすのに2倍の費用を要した。従って経済性に安全性が加味された場合にのみ電灯が優位に立つという状況であったためである。ところが電灯の改良が進んでタングステン電球が出現すると、電灯に対するガス灯の優位性は失われた。タングステン電球は炭素線電球に比べ長寿命・高効率であり、消費電力が約3分の1に低下したことで明るさ当たりの費用もガス灯より若干廉価となったためである。岐阜電気の場合、タングステン電球導入は前述のように1914年から本格化した。
タングステン電球の出現によってガス事業者は熱利用の需要開拓を図るようになったが、第一次世界大戦中の大戦景気による原料石炭価格高騰が追い打ちをかけ業界全体が経営難に陥った。名古屋瓦斯のようにコークス・タールなどの副産物製造が活況を呈する事業者もあったが、地盤の小さい地方の小規模事業者では廃業するものが相次いだ。岐阜瓦斯も廃業を選択した事業者であり、1918年（大正7年）解散に追い込まれた。岐阜のガス事業が再興されるのはその8年後、岡本太右衛門や東邦ガス（旧・名古屋瓦斯）の岡本桜によって設立された2代目の岐阜瓦斯が開業した1926年（大正15年）11月のことである。一方、岐阜電気傘下の大垣瓦斯は廃業せずに電気事業参入で経営難を打開する方針を立て、1917年（大正6年）6月に安八郡墨俣町の墨俣電灯から事業を買収した。ガス・電気兼営となった大垣瓦斯はその翌年に社名も大垣瓦斯電気と改めた。

### 揖斐川電力との棲み分け

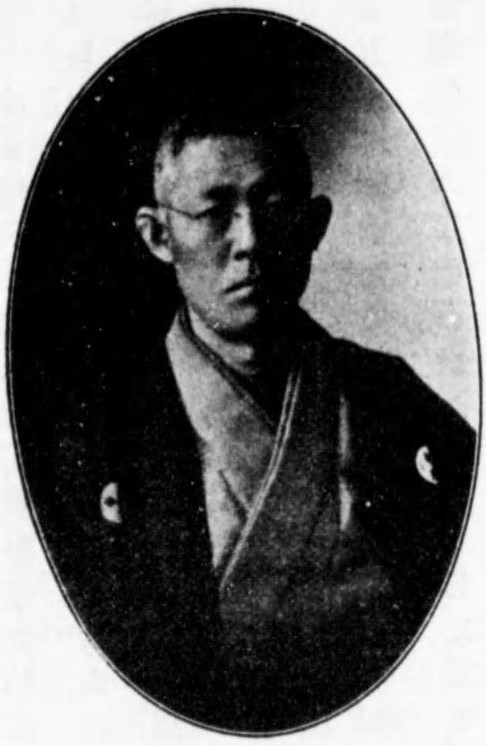
揖斐川電力初代社長立川勇次郎

岐阜電気が設立された日露戦争後の時期には、大垣で岐阜電気とは別に電気事業起業の動きが発生していた。これが揖斐川電力（現・イビデン）設立の発端であり、1906年11月に戸田鋭之助ほか18名の発起人で揖斐川支流坂内川（広瀬川）の水利権許可を取得するところまで起業準備が順調に進んだ。しかし1907年春に戦後恐慌が発生すると会社設立の延期が決定される。揖斐川電力発起人は当時大垣町のほか不破郡赤坂町・揖斐郡池田村（現・池田町）への電灯・電力供給を出願中であったが、会社設立の目途が立たないため、岐阜電気の請求に応じてこの地域における供給を暫定的ながら岐阜電気に認めることとなり、同年12月2日付で岐阜電気との間に覚書を交わした。覚書では揖斐川電力が開業した際には上記地域の電気工作物一切を揖斐川電力が岐阜電気から買い取るものとされた。その後岐阜電気がこれらの地域への供給を開始したことは前述の通りである。
1911年になると立川勇次郎の主導で起業手続きが再開され、翌1912年11月25日、揖斐川電力は会社設立に漕ぎつけた。最初の発電所として1913年11月揖斐郡藤橋村（現・揖斐川町）に西横山発電所（出力3,900 kW）を着工。発電所からは大垣変電所を経て海津郡城山村大字駒野（現・海津市南濃町駒野）の駒野変電所へ至る送電線を整備した。設備の建設が進む中、揖斐川電力では先の覚書に基づいて大垣その他における電灯・電力供給を引き渡すよう岐阜電気に請求したが、両社が主張する譲渡価格に大きな開きがあり交渉は難航した。結局逓信省の西部逓信局が仲裁に入り、1915年10月に西部逓信局長坂野鉄次郎が掲示した裁定案を元に、12月両社間に以下の内容からなる合意が成立した。
- 岐阜電気は揖斐川電力から1,000 kWの電力供給を受ける。
- 揖斐川電力の事業範囲は1邸宅または1構内につき200 kW以上の電力供給に限定し、その他の営業はすべて岐阜電気へ無償譲渡する。反対に岐阜電気は揖斐川電力の供給区域内では1邸宅または1構内につき200 kW以上の電力供給を行わない。
- 揖斐川電力がすでに建設した駒野変電所と配電線路・需要家屋内設備は実費をもって岐阜電気へ譲渡する。
- 1907年に両社間で交わされた覚書は破棄するものとし、その代償として岐阜電気は3万円を揖斐川電力へ支払う。

岐阜電気との棲み分けを確定させた揖斐川電力は、1915年12月1日、大垣変電所を通じ摂津紡績（現・ユニチカ）大垣工場への電力を供給して開業した。翌1916年（大正5年）6月からは岐阜電気への電力供給を始め、同年10月には先の合意に基づき駒野変電所と海津郡高須町・今尾町（現・海津市）の配電設備を岐阜電気へ引き渡した。
純粋な電力会社として発展する道を失った揖斐川電力では、大戦景気に乗じて電気化学工業への進出を積極化し、発電力を増強しつつその電力をカーバイド・フェロアロイ製造などに振り向けるという形で事業を拡大していき、1918年には社名を揖斐川電力から揖斐川電化へと改めた。

### 大戦景気下の岐阜電気
第一次世界大戦終結直後にあたる1918年11月末時点における岐阜電気の供給成績は、取付電灯数7万4444灯・電力供給3,451 kWであり、4年前に比べて電灯数は2倍近い、電力供給は3倍近い増加である。需要増加は大戦景気の影響された工場の新設・動力変更、灯油価格高騰に伴う電灯利用の増加によるものであった。
この間の1916年、水力発電設備に対する予備として残されていた今川町火力発電所が揖斐川電力・名古屋電灯からの受電開始に伴って廃止となる。その一方で新発電所建設も着手され、翌1917年3月粕川に3番目の水力発電所となる春日発電所が着工された。ところが春日発電所は物価騰貴・労働力不足のため工期延長を余儀なくされ、1918年下期末には供給余力が失われて一般電動力の増設を停止せざるを得なくなった。また岐阜電気では季節的に発生する不定時電力の受け皿として安八郡北杭瀬村河間（現・大垣市河間町）に工場を構えて兼営事業としてカーバイド製造を試みたが、1918年8月に工場の操業を開始したものの余剰電力がほとんどなく予期の成績を挙げるに至らなかった。
1920年（大正9年）1月、春日発電所が出力1,800 kWで運転を開始した。同年末時点における岐阜電気の電源は、自社発電所3か所・総出力2,950 kWと揖斐川電化・名古屋電灯からの受電各1,000 kWからなる。これに対し11月末時点での供給成績は取付電灯数10万9016灯・電力供給5,628 kWであり、電灯・電力ともに2年前に比して約1.5倍増となっている。新発電所が戦線に加わったものの、その発電力は販売契約済みの需要に充当されたため、電源増強の必要性が消えることはなかった。そこで岐阜電気では長良川に水利権を取得して発電所建設の準備に着手する。加えて会社自身が「岐阜興業株式会社」の発起人に加入し、同社名義で飛騨川・馬瀬川の水利権を出願して1920年3月・4月にその許可を得た。岐阜興業は大手製紙会社の王子製紙と提携して企画していた会社で、岐阜電気への電力供給と化学工業の経営を起業目的とする。
経営面を見ると、大戦期とその後の供給増によって事業収入は着実に増加したものの、受電が増加するにつれて購入電力料が負担となり、利益率はほとんど一定であった。経営は消極的であり、年率12パーセントの高い配当を維持してはいるが払込資本金利益率にほぼ等しい配当率であり、利益の社内積立は乏しい。この時期の増資は、1917年3月決議の150万円増資、1919年（大正8年）12月決議の300万円増資があり、資本金は設立時の20倍にあたる600万円に達した。払込資本金額が着実に増加したため長期負債は少ない。

### 名古屋電灯との合併

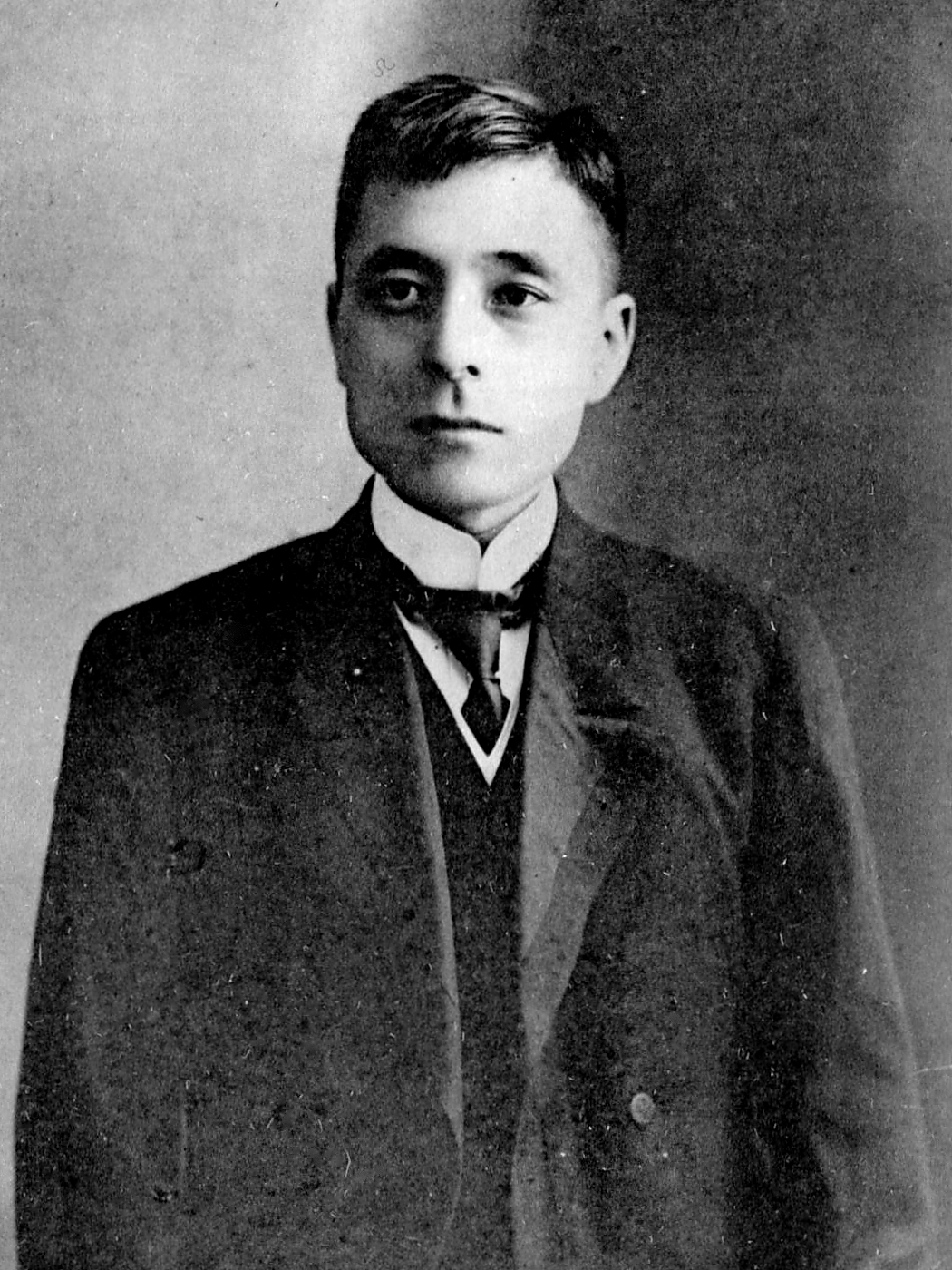
名古屋電灯社長福澤桃介

岐阜市会では、1919年5月16日、一部議員から岐阜電気の事業を市営に移すという電気事業市営の建議案が出された。これには、道路改良や上水道・下水道整備などの実現に向けて、有力な事業を市で経営しその利益をもって財政の基盤を確立する、という狙いがあった。市営化案が具体化されることはなかったが、続いて電灯料金の値上げ問題が発生した。値上げは大戦以来の物価・賃金高騰のためとして1920年3月1日付で実施されたが、同年2月に岐阜電気が値上げの承認を市会に求めた際に柳ヶ瀬などの地域で値上げ反対運動が発生したのである。2月末に会社案より値上げ幅を抑える形で値上げ申請は市会を通過し、定額灯の月額料金は5燭灯で60銭、10燭灯で70銭、16燭灯で90銭などとなった。
岐阜電気の電気料金は、近隣事業者である名古屋電灯に比して電灯料金が高く、電力（動力）料金は安価であったことから、1920年の値上げが検討されはじめたころには電力料金を名古屋電灯並みに引き上げる方向であろうと報道されていたが、実際には電灯料金の引き上げが実行された。価格転嫁が比較的容易な電力料金を値上げできず、需要家の抵抗が強い電灯料金値上げの方を実行せざるを得なかった背景には、地盤の岐阜市が名古屋より工業発展の点で劣っていたことにある。こうした価格決定力の弱体化に加え、1918年より動力用電力供給を名古屋電灯の協力なしには行えない状態に陥っており、岐阜電気は単独経営が困難な状況に追い込まれ、最終的に名古屋電灯との合併を選択した。
1920年9月、社長岡本太右衛門が上京して名古屋電灯社長福澤桃介と交渉した結果、名古屋電灯・岐阜電灯の合併合意に至り、24日名古屋にて合併契約の調印が完了した。その合併条件は、
1. 存続会社を名古屋電灯とし、岐阜電気は合併に伴い解散する。
2. 名古屋電灯は資本金を825万円増加し、岐阜電気（当時資本金600万円・払込375万円）の株主に対しその持株1株につき名古屋電灯新株1.375株を交付する。
3. 名古屋電灯は従業員に対する解散手当その他の原資として10万円を岐阜電気に交付する。また重役に対する功労金も名古屋電灯から支出する。

という内容であった。合併は同年10月25日に双方の株主総会にて可決される。同年12月22日付で逓信省の合併認可も下りた。そして翌1921年（大正10年）1月23日に名古屋電灯側にて合併報告総会が開かれて合併手続きが完了、同日をもって岐阜電気は解散した。合併2か月後の3月25日、名古屋電灯は岐阜市今川町2丁目22番地（元岐阜電気所在地）に支店を開設している。
名古屋電灯にとって岐阜電気の合併は前年に吸収した愛知県一宮市の一宮電気に続くもので、以降も豊橋電気・板取川電気（岐阜県）などを合併。さらに奈良県の関西水力電気と合併したのち1922年（大正11年）には九州の九州電灯鉄道などを合併して、中京・関西・九州にまたがる大電力会社東邦電力となった。東邦電力の本社は東京市に移されたが、岐阜市には引き続き支店が置かれた。また岐阜電気が発起人に加入していた岐阜興業は1921年11月に資本金500万円にて会社の設立をみた。東邦電力では成立早々にこの岐阜興業の経営を掌握するべく動き出し、1922年6月、同社の株式のうち6割を取得した（同時に岐阜電力へ改称）。以後飛騨川開発が順次進展し、有力な水利地点を持たずに発足した東邦電力にとって飛騨川は重要な電源地帯となった。

### 年表
- 1894年（明治27年）
  - 2月28日 - 岐阜電灯株式会社設立[9]。
  - 7月28日 - 岐阜電灯、工事完了に伴い開業式挙行[7][11]。
- 1907年（明治40年）
  - 1月25日 - 新会社岐阜電気株式会社設立。資本金30万円、本店所在地は岐阜市今泉海老河戸533番地[1]。
  - 2月6日 - 岐阜電灯から岐阜電気に対する事業譲渡認可が下りる[21]。
  - 3月25日 - 岐阜電灯解散[22]。
- 1908年（明治41年）
  - 12月7日 - 小宮神発電所竣工[24]。
- 1909年（明治42年）
  - 3月5日 - 20万円の増資を決議[43]。大垣支店開設[29]。
  - 6月8日 - 大字廃止により本店住所を岐阜市今川町2丁目533番地と変更[81]。
  - 6月23日 - 大垣での配電を開始[31]。
- 1911年（明治44年）
  - 5月10日 - 100万円の増資を決議[36]。
- 1912年（明治45年）
  - 3月 - 名古屋電灯からの受電を開始[34]。
- 1913年（大正2年）
  - 5月17日 - 河合発電所竣工[24]。
- 1914年（大正3年）
  - 7月2日 - 4日までの3日間にわたり料金値下げを求める騒擾事件が発生[48]。
- 1915年（大正4年）
  - 12月 - 揖斐川電力（現・イビデン）との間で供給事業における棲み分けを協定[60]。
- 1916年（大正5年）
  - 6月 - 揖斐川電力からの受電を開始[60]。
- 1917年（大正6年）
  - 3月15日 - 150万円の増資を決議[69]。
- 1918年（大正7年）
  - 2月20日 - 本店住所を岐阜市今川町2丁目22番地と変更（登記日）[82]。
  - 8月 - 兼営カーバイド工場の操業開始[62]。
- 1919年（大正8年）
  - 12月23日 - 300万円の増資を決議[70]。
  - 12月25日 - 春日発電所竣工[24]。
- 1920年（大正9年）
  - 9月24日 - 名古屋電灯との間で合併契約を締結[71]。
  - 10月25日 - 株主総会において名古屋電灯との合併を決議[3]。
  - 12月22日 - 逓信省より合併認可下りる[76]。
- 1921年（大正10年）
  - 1月23日 - 名古屋電灯との合併成立、岐阜電気解散[2][76]。

## 供給区域

### 1914年時点区域一覧
岐阜電気の1914年（大正3年）5月末時点における電灯・電力供給区域は以下に示す岐阜県内の1市8郡・11町35村であった。
| 市部              | 岐阜市 |
| 稲葉郡 （1町9村） | 加納町・厚見村・南長森村・北長森村・長良村・島村・本荘村・三里村・市橋村・鏡島村（現・岐阜市）                                            |
| 羽島郡 （2町5村） | 柳津村（現・岐阜市）、 八剣村（現・岐南町）、 笠松町、松枝村（現・笠松町）、 竹ヶ鼻町・駒塚村・江吉良村（現・羽島市）                     |
| 山県郡 （1町1村） | 岩野田村（現・岐阜市）、 高富町（現・山県市）                                                                                             |
| 本巣郡 （1町7村） | 合渡村（現・岐阜市）、 北方町、生津村（現・北方町・瑞穂市）、 席田村（現・本巣市・北方町）、 穂積村・本田村・船木村・牛牧村（現・瑞穂市） |
| 安八郡 （2町3村） | 大垣町・北杭瀬村・多芸島村・浅草村（現・大垣市）、 神戸町                                                                                 |
| 不破郡 （2町3村） | 赤坂町・青墓村（現・大垣市）、 垂井町、宮代村（現・垂井町）、 関ケ原村（現・関ケ原町）                                                    |
| 揖斐郡 （1町7村） | 八幡村・池田村・本郷村（現・池田町）、養基村（現・池田町・揖斐川町）、 揖斐町・大和村・清水村（現・揖斐川町）、 大野村（現・大野町）      |
| 養老郡 （1町）    | 高田町（現・養老町） |

備考
- 供給区域には未開業区域を含む。半年後、1914年11月末時点では上表から本巣郡合渡村・生津村・穂積村・牛牧村と安八郡多芸島村・浅草村、不破郡宮代村・関ケ原村の8村を除いた計39市町村が開業済み供給区域であった[41]。

### 1919年時点区域一覧
1919年末時点における電灯・電力供給区域は以下に示す岐阜県内の2市9郡・12町59村であった。
| 市部 （2市）       | 岐阜市、大垣市 |
| 稲葉郡 （1町15村） | 加納町・厚見村・南長森村・北長森村・長良村・島村・本荘村・三里村・市橋村・鏡島村・木田村・黒野村・茜部村・鶉村・佐波村（現・岐阜市）、 更木村（現・各務原市）                              |
| 羽島郡 （2町11村） | 柳津村（現・岐阜市）、 八剣村・上羽栗村（現・岐南町）、 中屋村・川島村（現・各務原市）、 笠松町、松枝村・下羽栗村（現・笠松町）、 竹ヶ鼻町・駒塚村・江吉良村・正木村・足近村（現・羽島市） |
| 山県郡 （1町2村）  | 岩野田村（現・岐阜市）、 高富町・富岡村（現・山県市） |
| 本巣郡 （1町7村）  | 合渡村（現・岐阜市）、 北方町、生津村（現・北方町・瑞穂市）、 席田村（現・本巣市・北方町）、 穂積村・本田村・船木村・牛牧村（現・瑞穂市）、                                                |
| 安八郡 （1町3村）  | 北杭瀬村・中川村（現・大垣市）、 神戸町、北平野村（現・神戸町・揖斐郡池田町） |
| 不破郡 （2町5村）  | 赤坂町・青墓村・静里村（現・大垣市）、 垂井町、宮代村（現・垂井町）、 関ケ原村・玉村（現・関ケ原町）                                                                                       |
| 揖斐郡 （1町8村）  | 八幡村・池田村・本郷村（現・池田町）、養基村（現・池田町・揖斐川町）、 揖斐町・大和村・清水村（現・揖斐川町）、 大野村・豊木村（現・大野町）                                               |
| 養老郡 （1町6村）  | 高田町・多芸村・養老村・笠郷村・上多度村・広幡村（現・養老町）、池辺村（現・海津市・養老町）                                                                                               |
| 海津郡 （2町2村）  | 今尾町・高須町・城山村・石津村（現・海津市） |

備考
- 翌1920年11月末時点では、上表のほかに安八郡南杭瀬村・三城村（現・大垣市）、不破郡表佐村（現・垂井町）、海津郡吉里村（現・海津市）の4村が供給区域に追加されており、いずれも開業済みである[3]。一方で羽島郡南部の下羽栗村・川島村が供給未開始であるため、この時点での開業済み供給区域は2市73町村であった[3]。
- 大垣市のほか安八郡中川村・神戸町・北平野村、不破郡赤坂町・静里村・垂井町・玉村、揖斐郡八幡村・池田村・本郷村・揖斐町、養老郡高田町・養老村・笠郷村・上多度村・池辺村、海津郡今尾町・高須町・城山村・石津村は揖斐川電化（現・イビデン）の電力供給区域と重複する[84]。同社との協定により、重複する区域では1邸宅または1構内につき200 kW以上の電力供給はできない[60]。

上記1920年11月末時点での供給実績は、電灯需要家4万3491戸・電灯数10万9016灯、電動機1069台・計2886.0馬力 (2,152 kW)、電力装置23台・計606.4 kW、大口電力供給2870.0 kWであった。需要は岐阜市が最も多く、電灯では全体の39パーセントにあたる4万2428灯、電動機用電力では全体の35パーセントにあたる1002.75馬力が市内に集中する。次点は大垣市で電灯1万5506灯・電動機用電力418.5馬力を供給。反対に供給区域内で供給数が最少の地域は安八郡三城村で、電灯数はわずかに26灯であった。
1920年末時点の資料によると、岐阜電気から受電する電気事業者（電気鉄道事業者を含む）には大垣瓦斯電気・美濃電気軌道・岐北軽便鉄道の3社があり、順に150 kW・300 kW・100 kWを受電する。また100 kW以上を受電する工場には日本毛織岐阜工場（岐阜市鶴田町、1,025 kW受電）や日本絹毛紡績岐阜工場（岐阜市五坪、400 kW受電）、金華紡織（加納町、500 kW受電）、後藤毛織（市内2工場で計190 kW受電）がある。

### 合併後の区域拡張
名古屋電灯との合併後、1921年6月末時点での名古屋電灯岐阜県内供給区域には、さらに安八郡安井村（現・大垣市）と揖斐郡春日村（現・揖斐川町）が追加されている。このうち春日村は発電所の立地自治体であるものの、名古屋電灯時代の1921年になって小宮神・川合両地区を対象にはじめて配電が始まった。
名古屋電灯の後身である東邦電力時代の営業報告書によると、同社成立後も供給区域の拡張が続けられた。1925年（大正14年）10月末になって養老郡上多度村（現・海津市および養老町）にて配電が開始され、これをもって岐阜・大垣方面において東邦電力の供給区域に新規追加される自治体はなくなった。この時点での供給区域は東邦電力の供給区域一覧#1926年時点の供給区域を参照のこと。

## 発電所

### 小宮神発電所
位置 ： 北緯35度27分59.4秒 東経136度27分44.2秒 / 北緯35.466500度 東経136.462278度
岐阜電気の水力発電所は計3か所建設されたが、いずれも木曽川水系揖斐川の支流である粕川に位置した。3か所のうち最古のものは小宮神発電所（こみかみはつでんしょ）という。発電所名は岐阜電気時代の資料には粕川発電所または粕川第一発電所とある。所在地は揖斐郡春日村大字小宮神（現・揖斐川町春日小宮神）。1906年（明治39年）12月に起工認可を得て1908年（明治41年）12月7日に竣工、15日より使用開始となった。総工事費は13万1153円。
粕川から取水する水路式発電所で、川の左岸に立地。発電設備はマコーミック型水車と300 kWの三相交流発電機という組み合わせで、設置数は2組（当初は1組の設置であり、1909年12月に増設工事が完成）。設備の製造者は水車がアメリカのモルガン・スミス (S. Morgan Smith)、発電機がゼネラル・エレクトリック (GE) である。なお発電機の周波数は60ヘルツに設定されており、これは他の発電所と共通する。発電所出力は当初300 kW、増設に伴う変更後は350 kW。発生電力は11キロボルトの送電線にて岐阜方面または大垣方面された。
東邦電力時代の1937年（昭和12年）、支流長谷川からの取水を追加する工事がなされて発電所出力が600 kWへと増強された。中部配電を経て中部電力へ継承され、岐阜電気時代からの設備は1982年（昭和57年）の改修まで用いられた。現・中部電力小宮神発電所。

### 河合発電所
位置 ： 北緯35度28分4.5秒 東経136度27分28.1秒 / 北緯35.467917度 東経136.457806度

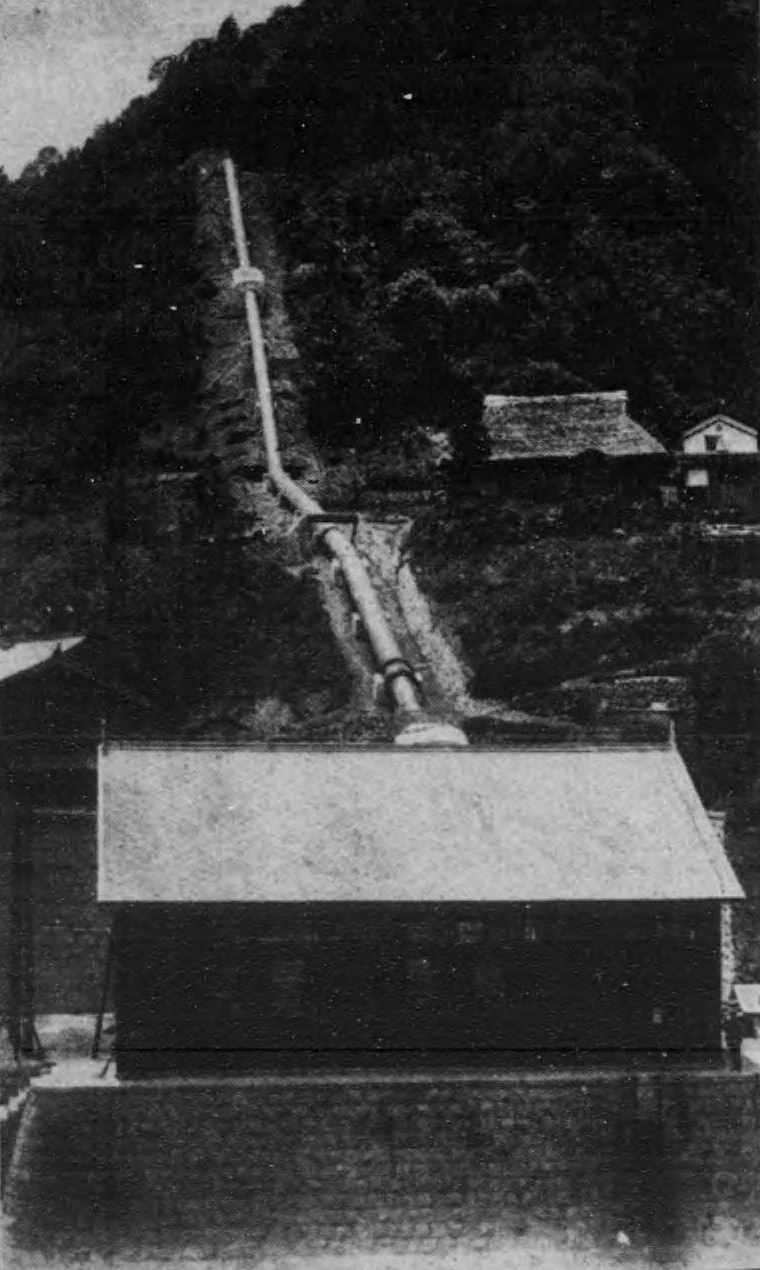
河合発電所（1919年頃）

岐阜電気で2番目の水力発電所は河合発電所という。発電所名は岐阜電気時代の資料には粕川第二発電所とある。所在地は春日村大字川合（現・揖斐川町春日川合）。1910年（明治43年）7月に起工認可を得て1913年（大正2年）5月17日に竣工、25日仮使用認可を得て運転を開始した。総工事費は21万6000円。
小宮神発電所の上流側、同発電所粕川取水口の右岸側に立地する。発電設備はフランシス水車と400 kWの三相交流発電機各2台からなる。製造者は水車がスイスのエッシャーウイス、発電機がドイツのシーメンス。発電所出力は800 kWである。
小宮神発電所と同様に中部配電を経て中部電力へ継承され、岐阜電気時代からの設備は1978年（昭和53年）の改修まで使用された。現・中部電力河合発電所。

### 春日発電所
位置 ： 北緯35度28分16.0秒 東経136度29分58.3秒 / 北緯35.471111度 東経136.499528度
岐阜電気で3番目の水力発電所は春日発電所という。発電所名は岐阜電気時代の資料には粕川第三発電所とある。所在地は春日村大字六合（現・揖斐川町春日六合）。1913年4月に起工認可を得て1917年（大正6年）3月着工、1919年（大正8年）12月25日竣工、そして翌1920年（大正9年）1月11日より運転を開始した。総工事費は89万7374円。
小宮神発電所から下流側に約1.5キロメートル離れた粕川左岸に立地。粕川からの取水以外にも支流の高橋谷にダムを築き調整池を設けるがが、洪水のたびに砂礫が流入してのちに調整池は埋没した。発電設備はフランシス水車と900 kWの三相交流発電機各2台からなる。水車は河合発電所と同じエッシャーウイス製であるが、発電機はアメリカのウェスティングハウス・エレクトリック製に変わった。発電所出力は1,800 kW。
他の発電所と同様中部配電を経て中部電力へ継承され、岐阜電気時代からの設備は1986年（昭和61年）の改修まで使用された。現・中部電力春日発電所。

### 今川町火力発電所
岐阜電灯時代から運転されていた直流送電の火力発電所は小宮神発電所の運転開始に伴い廃止されたが、需要急増に対処するため交流送電の火力発電所として1909年（明治42年）に復興され、以後増設が重ねられた。所在地は、本社所在地でもある岐阜市今川町2丁目533番地で、同一住所に2つの火力発電所があるという扱いがなされた。
逓信省の資料によると、河合発電所完成前の段階では「第一火力発電所」「第二火力発電所」という発電所名で、前者はボイラー・蒸気機関各3台と60 kWの単相交流発電機1台・三相交流発電機2台という設備構成、後者はボイラー3台・蒸気機関2台と150 kW三相交流発電機2台という設備構成であった。火力発電所の出力は当初40 kWで、1909年9月60 kWの増設がなされたのち、翌1910年（明治43年）6月にも60 kWの増設がなされた。続いて同年12月より第二火力発電所300 kWが運転を開始している。
河合発電所完成後の1914年時点では、上記「第二火力発電所」にあたる300 kWの設備だけが存続している。1916年（大正5年）5月に今川町火力発電所の廃止許可があり、設備は撤去された。撤去は、水力発電設備に対する予備として保存していたものの名古屋電灯や揖斐川電力からの受電で不要となったことによる。以後火力発電設備は持たなかった。

## 人物
名古屋電灯との合併直前、1920年11月末時点の役員は以下の9名であった。
- 取締役
  - 岡本太右衛門 - 社長。岐阜市。1907年4月取締役就任[95]。先代岡本太右衛門の長男で、鋳物製造「鍋屋」の13代目[12]。
  - 大野英治 - 常務。岐阜市。1916年6月取締役就任[96]（常務は1919年12月就任[97]）。元は支配人[93]。
  - 桑原善吉 - 岐阜市。岐阜電気設立と同時に取締役就任[1]。家業は材木商[98]。
  - 箕浦宗太郎 - 岐阜市。箕浦宗吉に代わり1907年4月取締役就任[99]。宗吉の長男[100]。
  - 渡辺栄吉 - 岐阜市。1913年6月取締役就任[101]。十六銀行頭取渡辺甚吉の長男[102]。
  - 篠田祐八郎 - 岐阜市。1913年6月取締役就任[101]。家業は薬種商[103]。
  - 徳倉六兵衛 - 愛知県幡豆郡一色村。1916年6月取締役就任[96]。幡豆郡随一の資産家[104]。
- 監査役
  - 矢橋亮吉 - 不破郡赤坂町。濃飛農工銀行頭取[105]。
  - 杉山銓二郎 - 羽島郡笠松町。味噌・たまり醤油醸造業[106]。

これらのうち桑原善吉と先代岡本太右衛門・箕浦宗吉は前身岐阜電灯の発起人であった。また末期の岐阜電気役員のうち社長の岡本太右衛門のみ1920年12月名古屋電灯の取締役に就任している。

### 企業史
- イビデン株式会社社史編集室 編『イビデン70年史』イビデン、1982年。
- 大垣ガス株式会社社史編集委員会 編『大垣ガス100年史』大垣ガス、2012年。
- 岐阜ガス70周年誌編纂委員会 編『岐阜ガス株式会社創立70周年記念誌』岐阜ガス、1996年。
- 中部電力電気事業史編纂委員会 編『中部地方電気事業史』上巻・下巻、中部電力、1995年。
- 東邦電力史編纂委員会 編『東邦電力史』東邦電力史刊行会、1962年。NDLJP:2500729。
- 東邦瓦斯 編『社史 東邦瓦斯株式会社』東邦瓦斯、1957年。NDLJP:2485031。
- 北陸地方電気事業百年史編纂委員会 編『北陸地方電気事業百年史』北陸電力、1998年。
- 三井金属鉱業修史委員会事務局 編『神岡鉱山写真史』三井金属鉱業、1975年。NDLJP:12051796。

### 官庁資料
- 『電気事業要覧』明治40年、逓信省通信局、1908年。NDLJP:805420。
- 『電気事業要覧』明治41年、逓信省電気局、1909年。NDLJP:805421。
- 逓信省電気局 編『電気事業要覧』明治44年、逓信協会、1912年。NDLJP:974998。
- 逓信省電気局 編『電気事業要覧』第7回、逓信協会、1915年。NDLJP:975000。
- 逓信省電気局 編『電気事業要覧』第12回、逓信協会、1920年。NDLJP:975005。
- 逓信省電気局 編『電気事業要覧』第13回、逓信協会、1922年。NDLJP:975006。
- 逓信省電気局 編『電気事業要覧』第14回、電気協会、1922年。NDLJP:975007。
- 『管内電気事業要覧』第2回、名古屋逓信局電気課、1922年。NDLJP:975996。
- 『管内電気事業要覧』第3回、名古屋逓信局電気課、1922年。NDLJP:975997。
- 『瓦斯事業要覧』大正4年度、農商務省商工局、1917年。NDLJP:946297。

### その他書籍
- 春日村史編集委員会 編『春日村史』下巻、春日村、1983年。NDLJP:9570865。
- 岐阜県 編『岐阜県史』史料編近代三、岐阜県、1999年。
- 岐阜市 編『岐阜市史』
  - 『岐阜市史』史料編近代一、岐阜市、1977年。NDLJP:9569739。
  - 『岐阜市史』史料編近代二、岐阜市、1978年。NDLJP:9569917。
  - 『岐阜市史』通史編近代、岐阜市、1981年。NDLJP:9570456。
- 商業興信所 編『日本全国諸会社役員録』
  - 『日本全国諸会社役員録』明治27年、商業興信所、1894年。NDLJP:780109。
  - 『日本全国諸会社役員録』明治30年、商業興信所、1897年。NDLJP:780112。
  - 『日本全国諸会社役員録』第19回、商業興信所、1911年。NDLJP:780123。
- 人事興信所『人事興信録』第5版、人事興信所、1918年。NDLJP:1704046。
- 名古屋市会事務局 編『名古屋市会史』第4巻、名古屋市会事務局、1941年。NDLJP:1451189。
- 日本電気協会『日本電業者一覧』第5版、日本電気協会、1912年。NDLJP:803763。
- 原卯三郎『西参ノ事業ト人』西三新聞社、1926年。NDLJP:922911。

### 記事
- 浅野伸一「水力技師大岡正の人と業績」『シンポジウム中部の電力のあゆみ』第4回講演報告資料集（電気技術の開拓者たち）、中部産業遺産研究会、1996年、40-85頁。
- 高橋伊佐夫「岐阜電気と十三代岡本太右衛門」『シンポジウム中部の電力のあゆみ』第8回講演報告資料集（岐阜の発電事業と地域社会）、中部産業遺産研究会、2000年、68-78頁。